# Irga drobnolistna

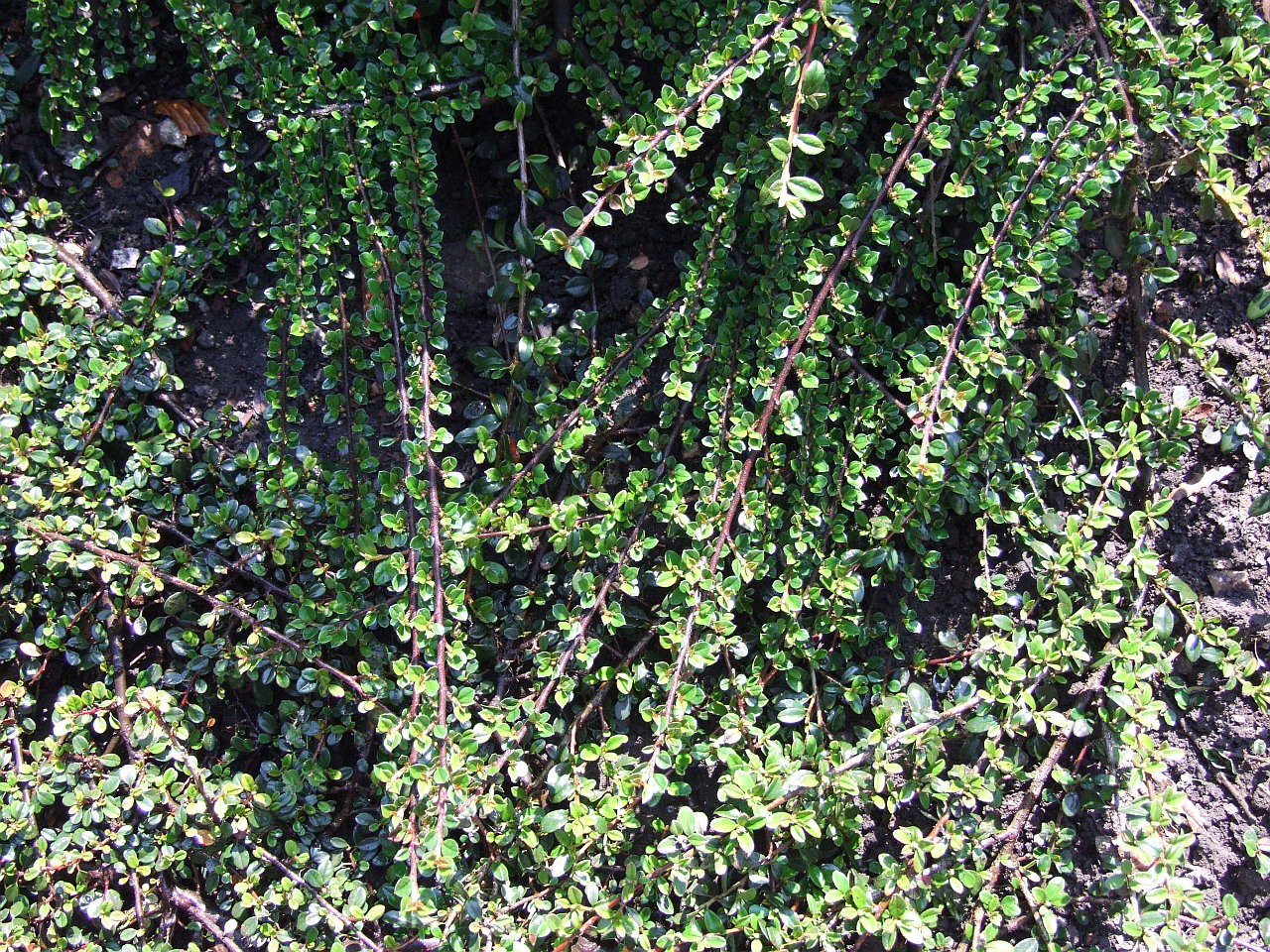
Pokrój

Irga drobnolistna (Cotoneaster microphyllus) – gatunek rośliny z rodziny różowatych. Pochodzi z Azji (Chiny, Bhutan, Indie, Nepal, Indochiny). Jest w wielu krajach świata uprawiany.

## Morfologia
PokrójZawsze zielony krzew o szeroko rozpostartych, pełzających po ziemi pędach, które mają zdolność do ukorzeniania się. Jest to roślina niska, osiąga wysokość do 10 cm.
LiściePojedyncze, całobrzegie, drobne (mają długość do 1 cm). Na górnej stronie są błyszczące, ciemnozielone, na spodniej biało owłosione.
KwiatyDrobne, białe, promieniste, przeważnie wyrastające pojedynczo z kątów liści
OwoceDrobne, pozorne, niemal kuliste, szkarłatnoczerwone, wewnątrz mączyste.

## Systematyka i zmienność
- Występuje w kilku odmianach[3]: C. microphyllus var. cochleatus, C. microphyllus var. glacialis, C. microphyllus var. microphyllus, C. microphyllus var. thymifolius.
- Synonimy[3]:
  - Cotoneaster congestus Baker = C. microphyllus var. glacialis
  - Cotoneaster microphyllus var. melanotrichus hort. = Cotoneaster microphyllus var. microphyllus
  - Cotoneaster pyrenaicus hort. ex Rehder, nom. inval. = C. microphyllus var. glacialis
  - Cotoneaster thymifolius hort. ex G. Don & Wooster = C. microphyllus var. thymifolius

## Zastosowanie
Irga drobnolistna jest uprawiana jako roślina ozdobna. Może być uprawiana jako roślina okrywowa, nadaje się także do ogrodów skalnych i na murki. Może być też sadzona jako roślina okrywowa w pojemnikach pod wyższymi roślinami.

## Uprawa
Obecnie nie uprawia się już typowej formy var. microphyllus, ze względu na jej małą odporność na mróz, lecz głównie odmianę var. cochleatus. Jest ona niższa od formy typowej, ale jest bardziej odporna na przemarzanie. W czasie bezśnieżnych a mroźnych zim może jednak przemarznąć, z tego względu wskazane jest okrywanie jej przez zimą. Nie jest wymagająca. Może rosnąć zarówno na stanowisku słonecznym, jak i w półcieniu i w cieniu. Wystarcza jej przeciętna gleba ogrodowa, powinna jednak być stale wilgotna.